# Ulrikas minne – visor från Frostviken
Ulrikas minne – visor från Frostviken är ett album från 2011 av den svenska folkmusikgruppen Triakel . Skivan består av tolkningar av visor som sångerskan Ulrika Lindholm (1886–1977) dokumenterade för Sveriges Radio på 1950- och 60-talen. Lindholm spelade in över 300 visor som Triakel lyssnade igenom och gjorde sitt urval från.

## Mottagande
Skivan fick ett gott mottagande när den kom ut med ett snitt på 4,2/5 baserat på åtta recensioner.
Sydsvenskans Alexander Agrell skrev: "I Emma Härdelins röst finns inget tillrättalagt eller skönstajlat. Ändå – eller kanske just därför – tar den så bra. När hon sjunger till Janne Strömstedts tramporgel och sin egen och Kjell-Erik Erikssons (Hoven Droven) fioler spirar en enkel, nästan kärv skönhet med sin särskilda magnetism." Recensenten fortsatte: "Många av textvarianterna, här med andra melodier, känner man igen. Mossigt? Nej, i Triakels famn en ren njutning." Anna Wallentin skrev i Västerbottens Folkblad: "Trion är klart samspelt och spåret 'Brännvinet' smått underskönt. Kjell-Erik Eriksson vet hur han ska få en ensam fiol att svänga. Janne Strömstedt levererar stabilt och taktfast tramporgelkomp och Emma Härdelins sång minns och berättar, alltid lika tonsäker och uttrycksfull."

## Låtlista
Alla låtar är traditionella.
| Nr           | Titel                                                          | Längd |
| ------------ | -------------------------------------------------------------- | ----- |
| 1.           | Uti friska gräset gröna                                        | 2:14  |
| 2.           | Sara                                                           | 2:33  |
| 3.           | Dryckesvisa                                                    | 1:49  |
| 4.           | Brännvinet                                                     | 3:43  |
| 5.           | Kråkvisa                                                       | 2:24  |
| 6.           | Karna                                                          | 2:54  |
| 7.           | Stina                                                          | 3:02  |
| 8.           | Visa från Raukasjö                                             | 3:52  |
| 9.           | Polska efter Fredrik Andersson, Raukasjö                       | 2:10  |
| 10.          | Näktergalen                                                    | 2:52  |
| 11.          | De unga jäntorna                                               | 2:16  |
| 12.          | Kallt väder                                                    | 4:35  |
| 13.          | Filligutten                                                    | 2:49  |
| 14.          | Väckelsevisa                                                   | 3:06  |
| 15.          | Just på timman 24 (framförd av Ulrika Lindholm, inspelad 1960) | 1:57  |
| Total längd: | Total längd:                                                   | 43:26 |

## Medverkande
- Triakel
  - Emma Härdelin – sång, fiol
  - Janne Strömstedt – tramporgel
  - Kjell-Erik Eriksson – fiol
- Lars Ericsson – bas (spår 2)
- Mattias Warg – sång (spår 5)
- Bodöoktetten – sång (spår 13)
- Ulrika Lindholm – sång (spår 15)